# Daffy coscritto
Daffy coscritto (Draftee Daffy) è un film del 1945 diretto da Robert Clampett. È un cortometraggio d'animazione della serie Looney Tunes, prodotto dalla Warner Bros. e uscito negli Stati Uniti il 27 gennaio 1945.

## Trama

Daffy terrorizzato dall'ometto

Avendo letto delle vittorie dell'esercito americano su tutti i fronti, Daffy Duck si sente patriottico. Tuttavia, il suo umore cambia rapidamente in terrore quando riceve una chiamata dall'ometto dell'ufficio arruolamento, che deve consegnargli una lettera. Daffy allora cerca in tutti i modi di bloccare l'ometto, ma questo si dimostra invulnerabile e appare sempre vicino a Daffy in qualsiasi punto della casa lui si nasconda. Il papero arriva al punto di chiudere l'ometto in una cassaforte e poi murarla, quindi parte dal tetto con un razzo. Tuttavia, il razzo precipita a terra facendo andare Daffy all'Inferno, dove trova nuovamente l'ometto dell'ufficio arruolamento che ricomincia a inseguirlo.

## Distribuzione

### Edizione italiana
Il corto fu doppiato in italiano alla fine degli anni novanta dalla Time Out Cin.ca per la trasmissione televisiva. Non essendo stata registrata una colonna sonora senza dialoghi, nelle scene parlate la musica fu sostituita e le canzoni cantate da Daffy rimangono quindi in inglese.

### Edizioni home video
Il corto è incluso nel disco 4 della raccolta DVD Looney Tunes Golden Collection: Volume 3, dove è visibile anche con un commento audio di Eddie Fitzgerald e John Kricfalusi.